# Behnisch & Partner

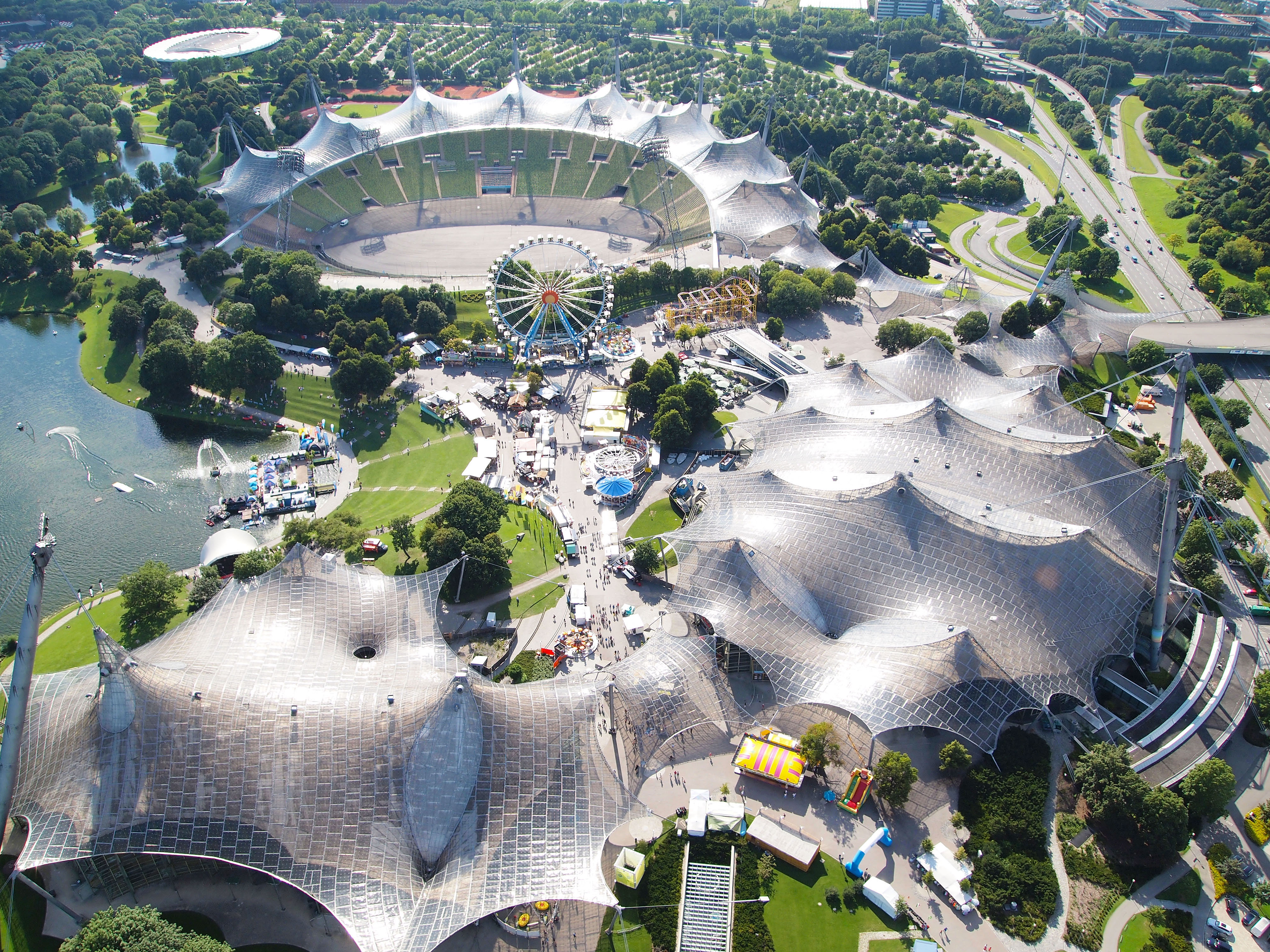
Olympiapark München (1972)

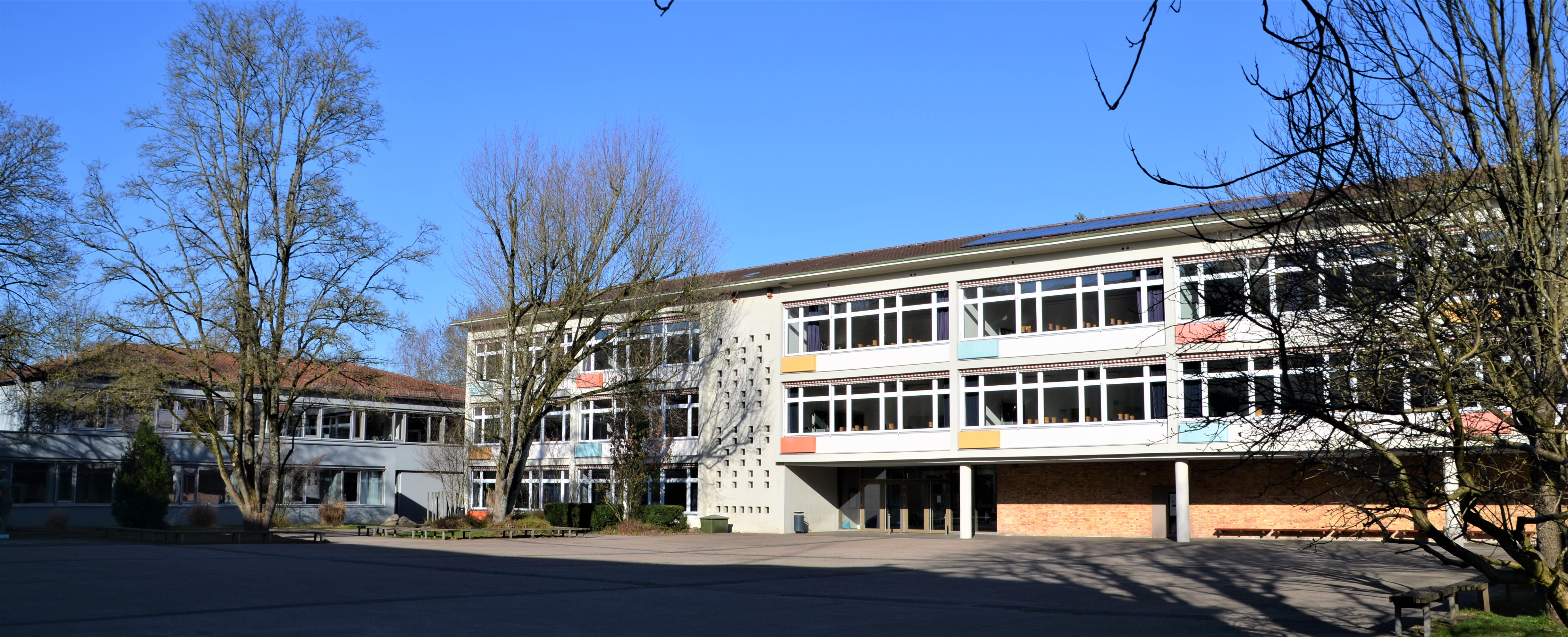
Hans-Baldung-Gymnasium, ab 1954

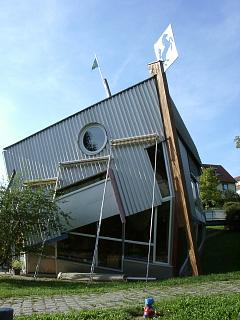
Kindergarten Schiff, Weinberg-Stuttgart-Luginsland 1990

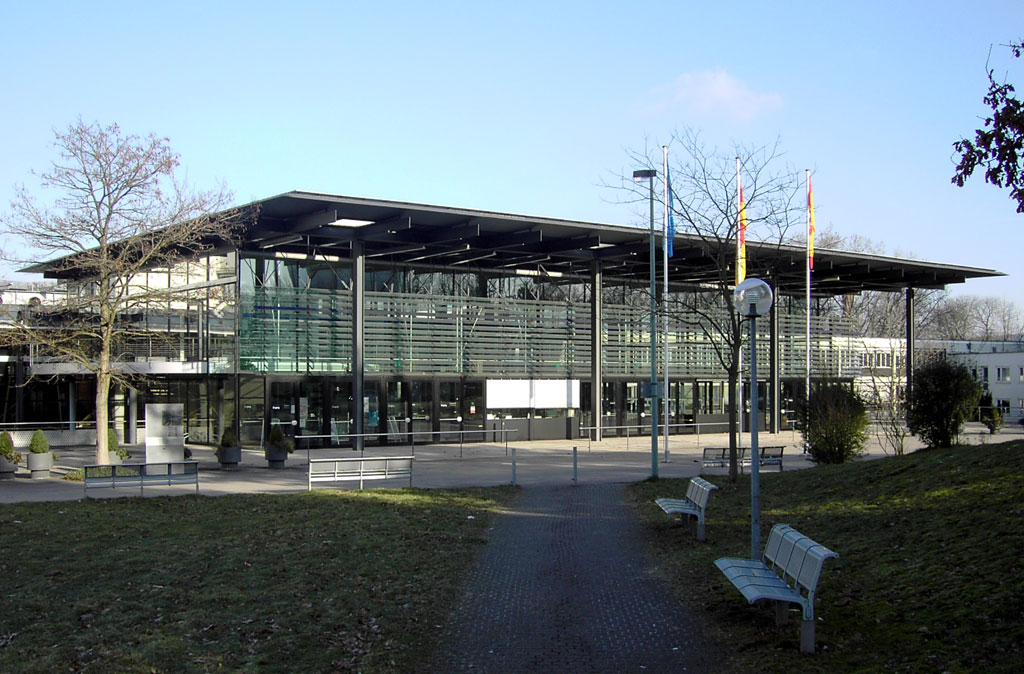
Bonner Bundestag, 1993

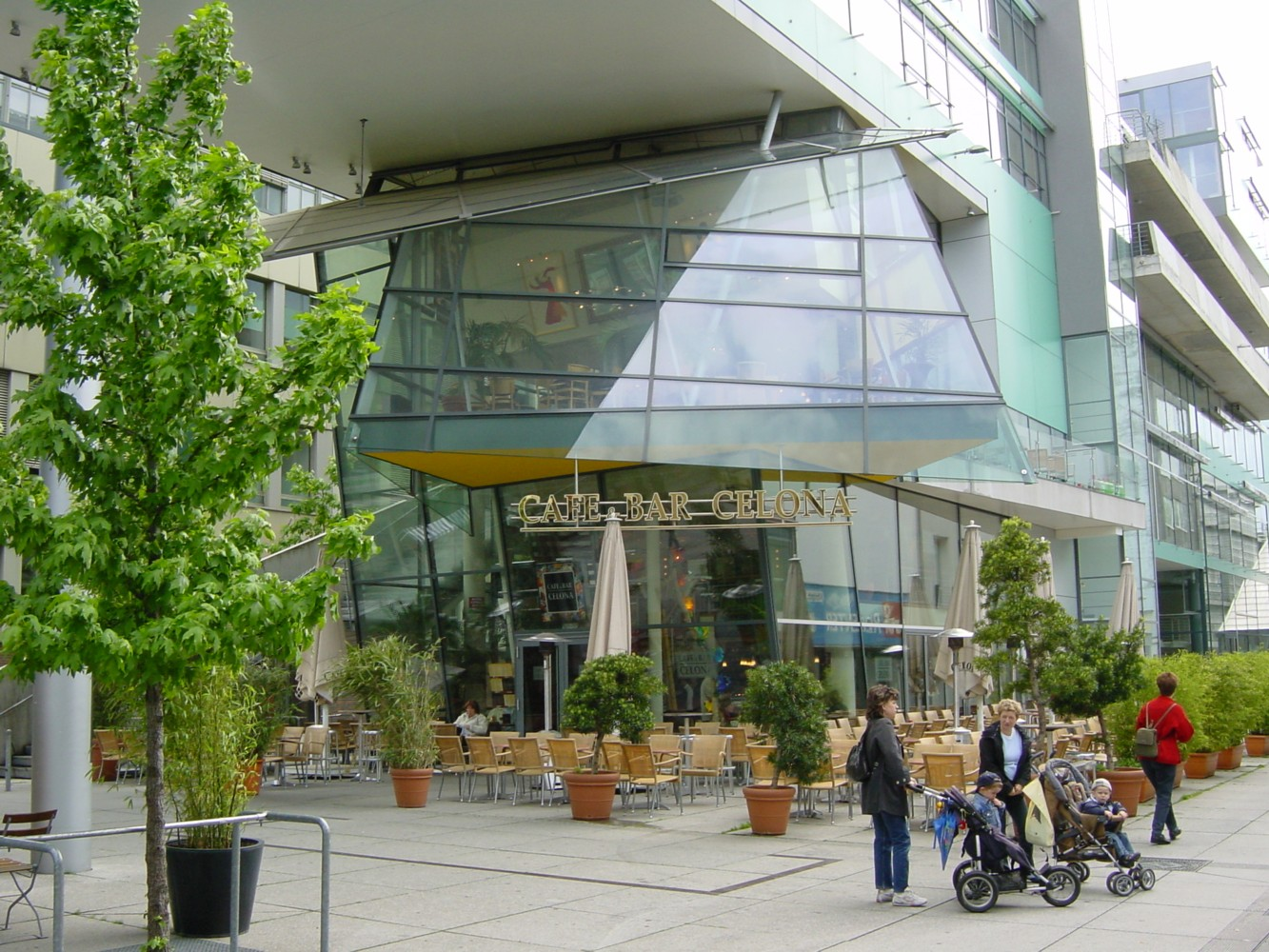
Teilstück des Behnisch-Hauses, Krefeld 2002

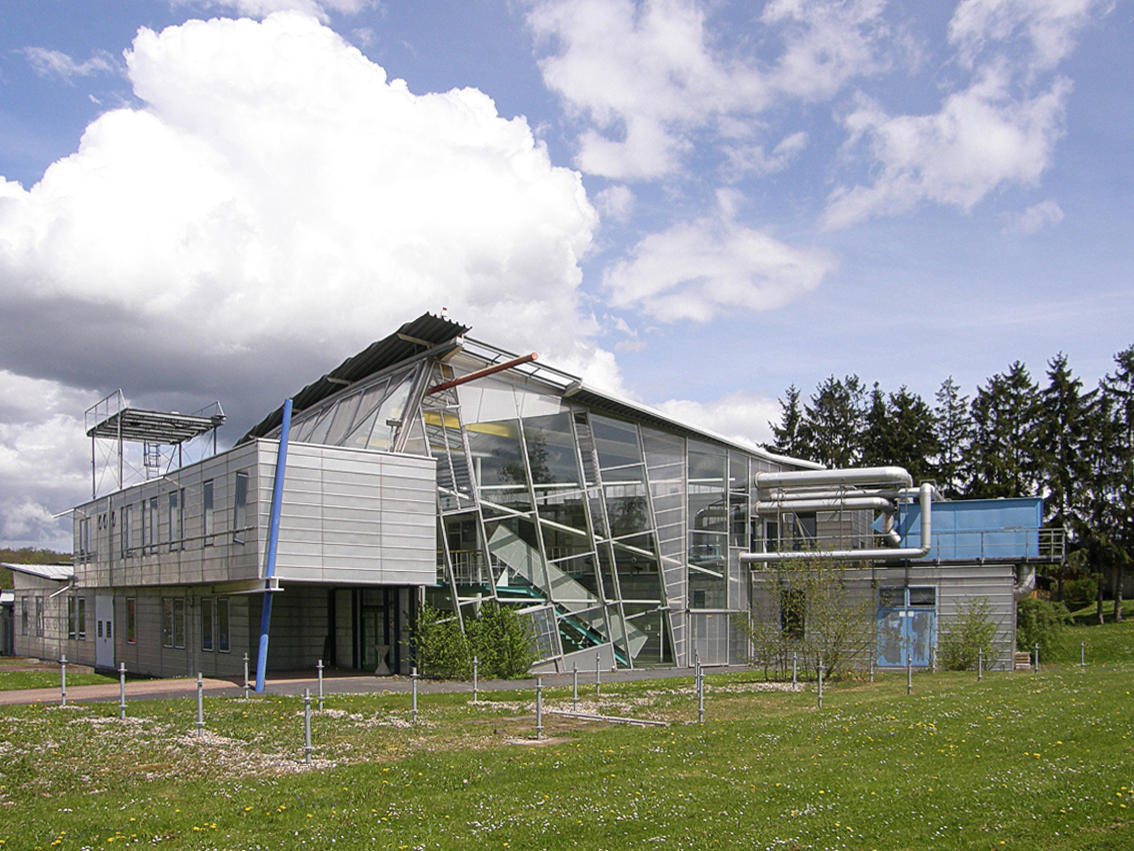
Das Visualisierungsinstitut der Universität Stuttgart (ehemals HYSOLAR-Haus) auf dem Campus in Stuttgart-Vaihingen

Behnisch & Partner war ein Architekturbüro mit Sitz in Stuttgart, das durch den Bau des Olympiaparks in München (1967–1972) internationale Bekanntheit erlangte.

## Geschichte
1952 gründete Günter Behnisch ein Architekturbüro unter seinem Namen, das er bis 1956 mit Bruno Lambart betrieb. 1966 wurde die Architekturgruppe Behnisch & Partner gegründet, zu der neben Behnisch Fritz Auer (bis 1979), Carlo Weber (bis 1979), Winfried Büxel und Erhard Tränkner gehörten. Manfred Sabatke kam 1970 dazu. 2005 erfolgte die Auflösung.
Das Büro ist nicht zu verwechseln mit dem Architekturbüro Behnisch Architekten, das 1989 von Stefan Behnisch, dem Sohn Günter Behnischs, gegründet wurden. Ursprünglich als Zweigbüro gegründet, operieren Behnisch Architekten seit 1991 eigenständig.

## Bauten
- 1954: Landratsamt, Schwäbisch Gmünd
- 1954: Kaufmännische Schule Landkreis Schwäbisch Gmünd heute Schiller-Realschule
- 1954–1955: Hans-Baldung-Gymnasium, Schwäbisch Gmünd
- 1955–1958: Pädagogische Akademie (heute Universität Münster), Münster
- 1959–1963: Staatliche Fachhochschule für Technik (heute Hochschule Ulm), Ulm an der Donau
- 1961: Rathaus Mannheim, Mannheim (Projekt)
- 1962–1965: Gymnasium am Deutenberg, Villingen-Schwenningen
- 1963–1966: Droste-Hülshoff-Gymnasium, Freiburg im Breisgau
- 1967–1969: Theodor-Heuss-Gymnasium Schopfheim (Atrium und Turnhalle)
- 1967–1972: Olympiagelände in München; Dach von Frei Otto entwickelt
- 1969: Sonnensegel im Westfalenpark in Dortmund
- 1969: Mittelpunktschule und Sporthalle „In den Berglen“, Berglen-Oppelsbohm
- 1969–1970: Chorheim der Stuttgarter Hymnus-Chorknaben
- 1972: Schul- und Sportzentrum „Bei der Bleiche“[1], Rothenburg ob der Tauber
- 1973: Progymnasium und Realschule Auf dem Schäfersfeld, Lorch (Württemberg)
- 1974: Josef-Effner-Gymnasium, Dachau
- 1975: Glaspalast Sindelfingen
- 1976: Fritz-Erler-Schule, Pforzheim
- 1976: Krankenhaus Pfaffenhofen, Pfaffenhofen
- 1977–1979: Haus Birkach in Stuttgart, Studienzentrum der Evangelischen Landeskirche in Württemberg
- 1981: Gewerbliches Bildungszentrum Bruchsal, heute Balthasar-Neumann-Schule II[2]
- 1981–1983: Kurgastzentrum des Staatsbad Bad Salzuflen; ausgezeichnet 1985 vom Bund Deutscher Architekten, Nordrhein-Westfalen
- 1982–1984: Herbert-Keller-Haus (Diakonisches Werk), Stuttgart
- 1984–1990: Deutsches Postmuseum, Frankfurt am Main
- 1984–1987: Zentralbibliothek der Katholischen Universität Eichstätt-Ingolstadt, Eichstätt
- 1985: Sporthalle in Sulzbach an der Murr[3]
- 1986–1987: Hysolar-Forschungsinstitut der Universität Stuttgart
- 1989: Deutsche Bundesbank Frankfurt, Frankfurt am Main (Projekt)
- 1989–1991: Stadtbahnhof Stuttgart-Feuerbach, Stuttgart
- 1990: Pressehaus DuMont Schauberg Verlag, Köln (Projekt)
- 1990: Kindergarten „Schiff im Weinberg“ in Stuttgart-Luginsland
- 1990: Hauptstelle der Landeszentralbank, München
- 1987–1992: Plenarbereich des Deutschen Bundestages, Bonn
- 1993–2005: Akademie der Künste, Berlin-Mitte
- 1994–1999: Kurmittelhaus, Bad Elster
- 1996–1998: Vereinigte Spezialmöbelfabriken (VS), Tauberbischofsheim
- 1997–2001: Kirche Christus König (Radebeul)
- 2001: Museum der Phantasie für die Sammlung Lothar-Günther Buchheim in Bernried am Starnberger See
- 1998–2002: Verwaltungsgebäude der Nord/LB, Hannover
- 1999–2002: Behnisch-Haus, Krefeld
- 2002: Mildred-Scheel-Haus, Dresden mit Künstler Erich Wiesner[4]

## Auszeichnungen und Preise
- 2000: Anerkennung – Auszeichnung Guter Bauten Franken für Kontrollturm Flughafen Nürnberg[5]

## Schriften
- Behnisch & Partner. Bauten und Entwürfe 1952–1974. 2. veränderte Auflage, Hatje, Stuttgart 1983, ISBN 3-7757-0100-1.

## Nachlass
Das Werkarchiv liegt im Südwestdeutschen Archiv für Architektur und Ingenieurbau. Es beinhaltet neben den Plänen, Modellen, Fotos und Akten zu den Projekten auch die Sammlung der Belegexemplare des Büros. Die Materialien aus dem Büro werden durch persönliche Dokumente von Günter Behnisch ergänzt.